# حصن يما قورايا
حصن يما قورايا هو منشأة عسكرية فرنسية أنجزت من قبل لومارسييه. يقع في قمة جبل يما قورايا وهو يطل على مدينة بجاية في الجزائر، يبلغ ارتفاعه حوالي 672 متر.

## تاريخ
تم بناؤه بعد استيلاء الفرنسيين على مدينة بجاية عام 1833. ارتفاعه البالغ 672 م يجعله مكانًا للمراقبة الإستراتيجية بينما يعمل كنقطة دعم مهمة للدفاع عن المدينة.

## روابط خارجية
- http://www.djazair50.dz/؟ نسخة محفوظة 4 مايو 2014 على موقع واي باك مشين.
- دي ياما قورايا